# Ouanho
Ouanho est l'un des sept arrondissements de la commune d'Avrankou dans le département de l'Ouémé au Bénin.

## Géographie
L'arrondissement de Ouanho est situé au sud-est du Bénin et compte 4 villages que sont Gbakpo Yenouacle, Hehoun, Ouanho et Tchakla.

## Démographie
Selon le recensement de la population de 2013 conduit par l'Institut national de la statistique et de l'analyse économique (INSAE), Ouanho compte 15034 habitants .